# معنی و مصداق

Die Gleichheit fordert das Nachdenken heraus durch Fragen, die sich daran knüpfen und nicht ganz leicht zu beantworten sind. مسئله تساوی به پرسشهایی چالش‌برانگیز منجر می‌شود که پاسخ به آنها ساده نیست.

در فلسفه زبان، تفاوت بین معنی و مصداق یا معنا و دلالت (به انگلیسی: sense and reference، به آلمانی: sinn und bedeutung) ابتکاری از فیلسوف و ریاضیدان آلمانی، گوتلوب فرگه در سال ۱۸۹۲ (در مقاله‌اش دربارهٔ معنی و مصداق؛ به آلمانی: "Über Sinn und Bedeutung")، بود که باور وی را مبنی بر اینکه یک عبارت تکین (singular term) می‌تواند به دو روش معنی (meaning) داشته باشد، بازتاب می‌داد.
مصداقِ یک اسم خاص، شیئی است که به آن اشاره کرده یا آن را برمی‌گزیند (به آلمانی: bedeuten)، معنی (به آلمانی: Sinn) آن، آن چیزی است که نام، تبیین می‌کند. مصداق یک جمله، ارزش صدق آن است است و معنی آن، اندیشه ایست که آن جمله تبیین می‌کند. فرگه، تمایز معنی و مصداق را به روش‌های گوناگونی توجیه می‌کند:
1. معنی، چیزیست که یک نام آن را دارد، چه آن نام مصداق داشته باشد چه خیر. برای نمونه، نام «اودیسه» روشن است و لذا دارای سنس است، گرچه هیچ شیء متمایزی (مصداق آن) وجود ندارد که با آن نام مطابقت کند.
2. معنیِ نام‌های گوناگون، متفاوت است، حتی اگر مصداق یکسانی داشته باشند. فرگه باور داشت که اگر یک گزارهٔ تساوی (identity) مانند «هسپروس همان سیارهٔ فسفروس است» اطلاع‌رسان (informative) باشد، نام‌های خاصِ طرفین تساوی باید معنیِ متفاوتی داشته باشند. اما روشن است که اگر آن جمله درست باشد، نام‌ها باید مصداق یکسانی داشته باشند.[۴] معنی، یک «طرز ارائه» (mode of presentation) است که به‌عنوان تنها یک جنبه از مصداق، خدمت می‌کند.[۵]

بخش زیادی از فلسفه تحلیلی قابل ردیابی به فلسفه زبان فرگه است. دیدگاه فرگه درباب منطق (یعنی این ایده که بخش‌هایی از زبان به خودی خود کامل اند، و مشابه آرگومان‌های یک تابع ریاضیاتی عمل می‌کنند) منجر به نظرات او دربارهٔ آنچه که ما امروزه نظریه مصداق می‌نامیم شد.